# Petrocoris
Els petrocoris (llatí Petrocorii) foren un poble gal que Claudi Ptolemeu situa a Aquitània. La seva capital fou Vesunna (moderna Perigord). Cèsar diu que van enviar cinc mil homes a Alèsia. Segons Plini el Vell vivien a la vora del Tarnis (Tarn) que marcava la frontera amb el territori de Tolosa, però això és un error, ja que entremig hi havia d'haver els cadurcs. Estrabó els esmenta com a veïns dels niciòbroges, cadurcs, lemovices i arverns i diu que el seu territori tenia mines de ferro. Altres ciutats del seu territori foren Corterate, Trajectus i Diolindum.

## Etimologia

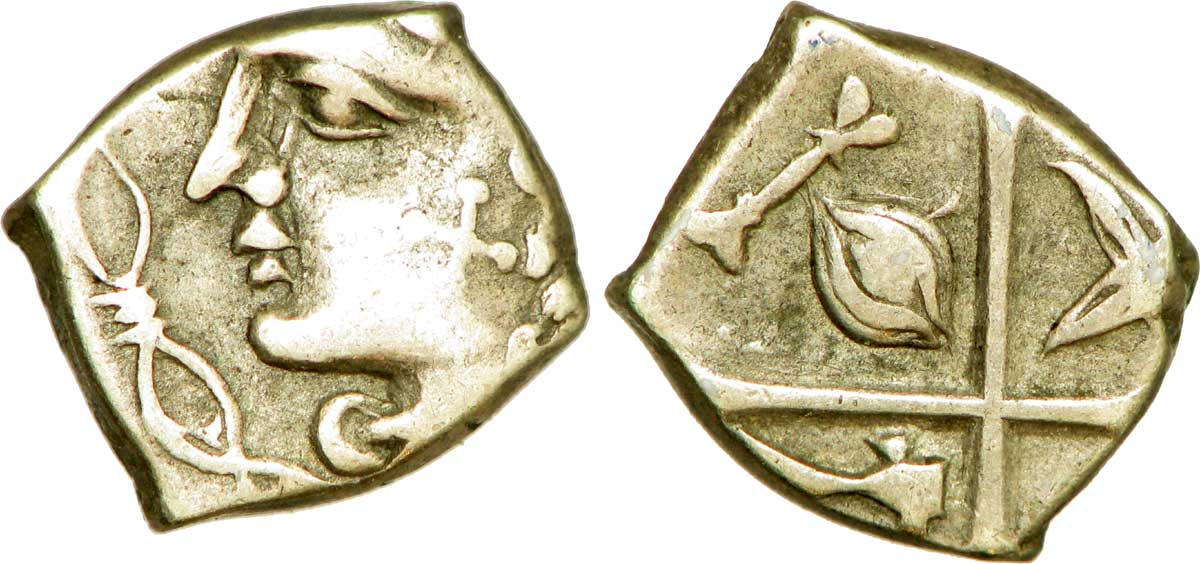
Dracma « d'estil extravagant », encunyat pels Petrocoris (121-52 aC)

L'etimologia del terme « Petrocorii » no es discuteix entre els lingüistes, només els historiadors la interpreten de vegades de manera diferent.
El primer element s'explica pel gal petru- « quatre ». Es dedueix de l'ordinal petuar(ios) testificat en un objecte de ceràmica de La Graufesenque, a Millau (tuđđos petuar « quarta fornada ») i del compost gal llatinitzat petorritum (« (carruatge) de quatre rodes »), a més de diversos topònims Petromantalo, Pierremande « carrefour », cruïlla (del llatí quadri-furcus). La forma petru- està ben documentada a Petru-sidius, petru-decameto (« catorze »), etc. Es pot comparar amb el gal·lès pedwar : pedr- i el bretó pevar, que volen dir « quatre ». És la mateixa etimologia que el llatí quadru- i del gòtic fidur- (cf. anglès four) tots ells remuntant a l'indoeuropeu *kʷetur̥ / *kʷetru-.
El segon element corios vol dir « exèrcit » i es retroba a l'etnònim Tricorii « els tres exèrcits » (amb tri- traduït per « tres ») i els Coriosolites, així com dins diversos topònims i noms de persona. Es tracta del mateix mot present a les llengües cèltiques modernes (cf. irlandès cuire traduït « tropa » o « exèrcit »; bretó antic cor- que vol dir « família », « tropa »), un parent del germànic *hari- (en gòtic harjis transcrit « exèrcit » i en alt alemany antic hari amb idèntic significat) i del grec koiranos « cap d'exèrcit ».
El sentit general de Petrocorii seria ja que el dels « quatre exèrcits » o « els quatre clans ».